# Nicolas Joel
Pour les articles homonymes, voir Joel.
Nicolas Joel est un metteur en scène et administrateur français de théâtre d'opéra né le 6 février 1953 à Paris et mort le 19 juin 2020 à Toulouse. 
Il a notamment été directeur du théâtre du Capitole de Toulouse de 1990 à 2009 puis directeur de l'Opéra national de Paris de 2009 à 2014.

## Biographie

### Formation et débuts
Nicolas Joel est né à Paris, où il a effectué ses études. En 1973, il est engagé à l’Opéra du Rhin (Strasbourg) comme assistant metteur en scène auprès de René Terrasson et Jean-Pierre Ponnelle, fonction qu'il exerce jusqu'en 1978 à Strasbourg, aux festivals de Bayreuth et de Salzbourg, et au San Francisco Opera.

### Carrière
En 1979, il commence sa carrière de metteur en scène avec une production du Ring pour les opéras du Rhin et de Lyon. En 1981, il met en scène Samson et Dalila avec Shirley Verrett et Placido Domingo à San Francisco, puis Aïda avec Luciano Pavarotti à San Francisco, Chicago et Toronto.
Il met en scène un deuxième Ring pour l'opéra de Wiesbaden, Aïda à l’Opéra de Vienne, La Voix humaine de Poulenc, Ernani et Parsifal à San Francisco, Lohengrin à Copenhague, Eugène Onéguine, Cavalleria Rusticana et Paillasse à Amsterdam et Göteborg, Rigoletto et La Traviata à Zurich, Salomé à Essen, Boris Godounov et Les Capulet et les Montaigu à Brème, Orphée à Lausanne. Il met également en scène Tosca à Lausanne pour les débuts de José van Dam en Scarpia. En 1994, il débute à la Scala de Milan avec La Rondine, puis reprend Roméo et Juliette au Covent Garden et monte Carmen au Teatro Colón de Buenos Aires.
En 1995, il monte Faust à San Francisco, puis fait ses débuts au Metropolitan Opera de New York en 1996, avec une nouvelle production d'Andrea Chénier (avec Luciano Pavarotti dans le rôle-titre). En 1998, on retrouve Nicolas Joel au Lyric Opera of Chicago pour Les Pêcheurs de perles, au Teatro Real de Madrid pour Un Bal masqué, au Teatro Massimo de Palerme pour Aïda et au Metropolitan Opera pour Lucia di Lammermoor. En 1999, il monte une nouvelle production de Manon à la Scala de Milan. Il reprend également Werther et Samson et Dalila à Los Angeles, Roméo et Juliette à Chicago et au Covent Garden de Londres, et Manon au Teatro Real de Madrid (2000). En 2002, il présente une nouvelle production de La Rondine au Covent Garden.
Sur les scènes françaises, il réalise, entre autres, Roméo et Juliette, Turandot et Thaïs à Nancy, (repris à l'Opéra-Comique de Paris et au Capitole), La Gioconda et Les Vêpres siciliennes à l'Opéra de Montpellier, La Damoiselle élue de Debussy et Didon et Enée de Purcell avec Jessye Norman à l'Opéra de Paris, Faust et la création mondiale de Montségur de Marcel Landowski à Toulouse, Andrea Chénier à l'Opéra du Rhin et à l'Opéra de Lyon. Il présente à l'Opéra de Paris une nouvelle production d’Un Bal masqué à Paris en 1992 et Parsifal à Nice en 1994. En 1987, Nicolas Joel est invité par les Chorégies d'Orange pour Le Vaisseau fantôme et y retourne pour Nabucco (1989 et 1994), Faust (1990), Aïda (1991 et 2001), Carmen (1998), Roméo et Juliette (2002), Otello (2003) et La Bohème (2005).
De 1990 à 2009, Nicolas Joel est directeur artistique du Théâtre du Capitole. Il y réalise de nouvelles productions de Falstaff, Le Trouvère, Elektra, Eugène Onéguine, puis Rigoletto et Roméo et Juliette avec Roberto Alagna. En 1995 il met en scène à la Halle aux Grains Dialogues des carmélites de Francis Poulenc, opéra inspiré du livre éponyme de Georges Bernanos et qui lui vaut une Victoire de la musique. Pour la réouverture du Théâtre du Capitole en 1996, il présente une nouvelle production de Louise de Charpentier et de Werther. Parmi ses productions à Toulouse, ont été particulièrement remarqués le Ring de Wagner, Boris Godounov, La Force du destin, Louise, Hamlet (ces deux dernières productions ont été reprises au Théâtre du Châtelet à Paris), Otello, Les Maîtres Chanteurs de Nuremberg et La Flûte enchantée. Il a rouvert le Théâtre du Capitole, après la rénovation de la cage de scène, en octobre 2004, avec une nouvelle production de Jenůfa.
Parmi ses engagements suivants figurent Carmen à la Scala de Milan, Daphné au Staatsoper de Vienne, Roméo et Juliette à Pékin, Aïda à Chicago, Les Vêpres siciliennes à Palerme en 2004, La Wally à Düsseldorf (avril 2005) et La Forza del destino à Zurich. Il a mis en scène Aïda à Zurich, Faust à l'Opéra de Vienne, Les Contes d'Hoffmann à Madrid (2006) et repris La Rondine au Metropolitan Opera de New York (2008).

#### Opéra national de Paris
À compter du 1er août 2009, il est nommé directeur de l'Opéra de Paris en remplacement de Gerard Mortier.
En 2011, sous sa direction, l’institution a rempli les missions qui lui incombent et a enregistré un succès de fréquentation : près de 800 000 spectateurs, et un taux de fréquentation de 94,1 %, soit 1,7 % de plus qu’en 2010. Elle a également connu un fort renouvellement du public puisqu'un quart des places achetées hors abonnement l’ont été par de nouveaux spectateurs, que 65 000 jeunes ont pu assister aux spectacles pour moins de 25 € et que 25 000 scolaires ont été accueillis. 
2011 fut également une belle année pour l’Opéra national de Paris en termes de programmation, avec 351 spectacles d’opéra et de ballet. Au milieu des joyaux du répertoire, une place forte a été faite une nouvelle fois à la création contemporaine avec l’opéra Akhmatova de Bruno Mantovani ou le ballet La Source de Jean-Guillaume Bart, Psyché d’Alexeï Ratmansky ou L’Anatomie de la sensation de Wayne McGregor.
Sous sa direction, l’Opéra national de Paris est une entreprise culturelle performante : affichant un résultat positif de 5,5 millions d’euros grâce à une augmentation de ses ressources propres, l'Opéra se permet de baisser de 5 € le montant des billets vendus pour le lyrique dans les catégories populaires tout en maintenant un niveau de subvention stable, depuis trois ans, qui ne dépasse pas 55 % des recettes.
En octobre 2012, Nicolas Joel annonce qu’il renonce à être candidat à sa propre succession après avoir « appris la trajectoire budgétaire de l’Opéra pour les prochaines années. C’est-à-dire une baisse des subventions de 2,5 % en 2013, autant en 2014 et en 2015. À tout cela s’ajoute, en 2013 une ponction de 3,7 millions sur les réserves financières de l’Opéra. » Il est finalement annoncé en septembre 2013 que Nicolas Joel se retirerait un an avant l'échéance, en août 2014 : il est remplacé comme directeur par Stéphane Lissner.

### Décès
Nicolas Joel meurt le 19 juin 2020 à l’âge de 67 ans à l’hôpital de Purpan à Toulouse des suites d’un accident vasculaire cérébral.

### Famille
Nicolas Joel est le frère du chef d’orchestre Emmanuel Joël-Hornak.

## Distinctions
Nicolas Joel a reçu à deux reprises le prix de la critique dramatique et musicale pour ses productions lyriques, ainsi qu'une Victoire de la Musique en 1996, dans la catégorie « meilleure production lyrique » pour les Dialogues des carmélites.
- Officier de la Légion d'honneur (nommé en 2014)[13]
- Commandeur de l'ordre du Mérite de la République italienne‎ (2011)[14]